# Washington D.C.
 For alternative betydninger, se Washington.
Washington District of Columbia (også kendt som Washington, D.C., eller blot Washington) er USA's forbundshovedstad, der ligger indeklemt mellem de to delstater Maryland og Virginia. I 2017 var der 693.972 indbyggere i Washington, D.C. Byens forstæder ligger i Maryland og Virginia. Der bor 9.973.383 mennesker (folketælling 1. april 2020) i Washington-Baltimore Combined Statistical Area, som omfatter D.C. og dele af delstaterne Maryland, Virginia, West Virginia og Pennsylvania (se kort).
Washington, D.C. er hjemsted for Kongressen, Det Hvide Hus, Højesteret, Udenrigsministeriet og mange andre regeringsbygninger, mens eksempelvis Forsvarsministeriet, The Pentagon ligger i forstaden Arlington i Virginia. Der er desuden et stort antal museer i byen, blandt andet The Smithsonian Institution, The National Gallery of Art, The National Archives og et af verdens mest omfattende biblioteker, The Library of Congress.
Byens borgmester har siden januar 2015 været Muriel Bowser. Washington, D.C., er ikke en delstat og har ikke rettigheder som en delstat. Den har derfor heller ikke to medlemmer i Senatet eller medlemmer i Repræsentanternes Hus.

## Byens historie
Efter den amerikanske uafhængighedserklæring blev underskrevet i 1776, begyndte den amerikanske revolution, eller Uafhængighedskrigen , som den også kaldes. I henhold til fredstraktaten fra 1783 afgav England magten over de tretten tidligere kolonier til beboerne dér og erkendte deres uafhængighed. I 1788 havde tilstrækkeligt mange af de tidligere kolonier ratificeret den nye forfatning, og United States of America var en kendsgerning. Hovedstad i den nye union blev Philadelphia i Pennsylvania. Imidlertid ønskede man en hovedstad, der var fri for regionale interesser, og da man ikke kunne finde en egnet by, besluttede man i 1790 at anlægge en helt ny by, som skulle være hovedstad.
Staterne Maryland og Virginia tilbød at afgive et område på 10 gange 10 miles (ca. 256 km²) ved Potomac-floden, der havde været grænsen mellem de nordlige og de sydlige kolonier. Dette kvadrat fik navnet District of Columbia, da Columbia var en populær betegnelse for USA på dette tidspunkt, og byen blev i første omgang kaldt Federal City, men i 1791 fik den navn efter USA's første præsident, George Washington.
Fra begyndelsen var der truffet beslutning om, at byen skulle have en havn, men derudover var der ikke taget bestemmelse om byens indretning. I 1791 ansatte man den franskfødte arkitekt og major i USA's hær, Pierre l'Enfant, til at planlægge byen. Han fastlagde en byplan baseret på to fikspunkter, nemlig en bakke, hvor regeringsbygningen skulle ligge (det nuværende Capitol Hill) og et firkantet, fladt område, ikke langt fra hvor præsidentens bolig skulle opføres. Kort tid efter blev l'Enfant fyret og hans planer opgivet, men i 1801 fandt man dem frem igen, og byen fik i videst muligt omfang det udseende, som l'Enfant havde bestemt. L'Enfant ligger i øvrigt begravet på Arlington Kirkegården i Virginia på den sydlige bred af Potomac-floden.
Den første bygning, der blev påbegyndt, var præsidentens bolig, Det Hvide Hus, hvis grundsten blev nedlagt i 1792, og man påbegyndte også opførelsen af regeringsbygningen, Capitol, og flere andre bygninger, og i 1800 var arbejdet så fremskredet, at hovedstaden blev flyttet fra Philadelphia til den nye by. Desværre var der ikke mange mennesker, der flyttede med. Byen var ufærdig, gaderne var mudrede jordveje, og det hele lå midt i en sump, der var voldsomt plaget af myg. Heller ikke George Washington brød sig om byen. I hans præsidentperiode var Philadelphia hovedstad, og selv om Washington havde sin bolig i Mount Vernon i Virginia, ikke langt fra Washington, besøgte han stort set aldrig byen. Den første præsident, der flyttede ind i Det Hvide Hus var John Adams, og han siges at have hadet det, og han boede der kun meget sporadisk, og først Thomas Jefferson, der fik bygningen udbygget en del, begyndte for alvor at bruge huset som embedsbolig.
I 1814 erobrede England byen og nedbrændte store dele af denne, ikke mindst byens offentlige bygninger, herunder Det Hvide Hus og Capitol. Byen blev genopført, men den voksede ikke specielt hurtigt, og i 1846 ansøgte Alexandria, der lå syd for Potomac, om at det område, der var givet til District of Columbia, blev givet tilbage til Virginia igen. Dette blev bevilget af kongressen, områderne Alexandria og Arlington blev givet tilbage til Virginia, og dermed blev District of Columbia til det irregulære rektangel, det er i dag.
Under Den Amerikanske Borgerkrig var Washington hovedstad for nordstaterne, mens sydstaterne havde hovedstad, først i Montgomery i Alabama, senere i Richmond i Virginia. Washington var flere gange truet af sydstatstropper, værst i 1864, da en styrke under Jubal A. Early gik mod byen og faktisk nåede inden for grænserne af District of Columbia. Angrebet blev dog afvist, og Washington forblev på nordstatshænder.
Området var stadig kun delvis beboeligt efter borgerkrigen, og først i 1871 blev byen en 'rigtig' hovedstad med asfalterede gader, gadebelysning, parker og kloakering. Prisen for at gennemføre dette var imidlertid så høj, at byen gik fallit. I 1878 vedtog kongressen en forordning, der bestemte, at Washingtons bygrænse skulle følge grænsen for District of Columbia, og byens forstæder ligger derfor i henholdsvis Virginia og Maryland.

## Byplan
Den byplan, som l'Enfant planlagde for Washington er forholdsvis simpel. Byen er delt op i fire kvadranter. Centrum for disse kvadranter er Capitolbygningen. I hver kvadrant findes nord-syd gående gader og øst-vest gående gader. De gader, der går nord-syd har numre, fx 1'st Street, 2'nd Street og så videre. De øst-vestgående gader har bogstaver, fx A Street, B Street osv. Såvel numre som bogstaver begynder ved Capitol, og numre gentages såvel øst og vest for bygningen, ligesom bogstaver gentages både nord og syd for Capitol. For at angive en adresse, er det således ikke nok at angive gadens navn, men også dens kvadrant. Disse kvadranter kaldes henholdsvis NW, NE, SE og SW, og en adresse kan således angives som fx 1300 M Street NW.
En række diagonale gader krydser de nord-syd og øst-vest gående gader. Disse gader kaldes Avenues, og er normalt opkaldt efter USA's delstater. Pennsylvania Avenue er én af de kendte avenues. 1600 Pennsylvania Avenue NW er således adressen på Det Hvide Hus. Byens pladser er typisk opkaldt efter personer eller institutioner.
Der er dog undtagelser fra disse principper. Fra Capitolbygningen på Capitol Hill til Lincoln Memorial ved Potomac-floden strækker sig parken The Mall. Gennem parken går to øst-vest rettede gader, der hedder henholdsvis Jefferson Drive og Madison Drive opkaldt efter de to præsidenter Thomas Jefferson og James Madison. I og omkring parken ligger mange af Washingtons kendte monumenter og seværdigheder som Lincoln Memorial, Jefferson Memorial, Washington Monument, Franklin D. Roosevelt Memorial, Vietnam Veterans Memorial, Korean War Veterans Memorial, Reflecting Pool og mange andre. Langs parken strækker vejene Constitution Avenue og Independence Avenue sig, der i store træk begge er øst-vest gående og som derfor også "bryder" navngivningsreglerne. Langs disse to gader ligger nogle af byens mest berømte museer, fx museerne, der tilhører Smithsonian Institute.
Nord for The Mall ud for Washington Monument ligger The Ellipse, der er en stor grøn plæne, og nord for The Ellipse ligger Det Hvide Hus.